# 乔克利
乔克利（Chockli），是印度喀拉拉邦Kannur县的一个城镇。总人口31779（2001年）。

## 人口
该地2001年总人口31779人，其中男性14331人，女性17448人；0—6岁人口3497人，其中男1763人，女1734人；识字率85.27%，其中男性为86.29%，女性为84.44%。